# Annemieke Kiesel
Annemieke Kiesel (* 30. November 1979 in Kockengen als Annemieke Griffioen) ist eine niederländische Fußballtrainerin und ehemalige -spielerin. Die Mittelfeldspielerin stand zuletzt beim Bundesligisten FCR 2001 Duisburg unter Vertrag. Von 1995 bis 2011 war sie Mitglied der niederländischen Nationalmannschaft und ist mit 156 Spielen Rekordnationalspielerin.

## Karriere

### Spielerin
Sie begann ihre Karriere mit sieben Jahren beim OSV Nita. Über CSW Wilnis wechselte sie 1994 zum SV Saestum, mit dem sie zwischen 1996 und 2002 sechs Meisterschaften in sieben Jahren errang. Darüber hinaus wurde sie mit Saestum dreimal Pokalsieger und wurde 2003 zur besten Spielerin der Hoofdklasse gewählt. 2004 gab sie ein kurzes Gastspiel bei den Charlotte Eagles in den Vereinigten Staaten, bevor sie in der Saison 2004/05 für die Bristol Rovers in der FA Women’s Premier League spielte. 2005 wechselte sie zum Bundesligisten FCR 2001 Duisburg. Mit Duisburg wurde sie 2006, 2007, 2008 und 2010 deutscher Vizemeister und erreichte 2007 das Pokalfinale. 2009 gewann sie mit den Löwinnen den UEFA Women’s Cup und den DFB-Pokal.
Kiesel debütierte 16-jährig 1995 in der niederländischen Nationalmannschaft, für die sie 156-mal spielte. Mit der niederländischen Nationalmannschaft qualifizierte sie sich 2009 erstmals für eine Europameisterschaft, wo sie es mit ihren Mannschaftskolleginnen bis ins Halbfinale schaffte und erst in der Verlängerung an England mit 1:2 scheiterte. Bei der Universiade 2001 in Peking errang sie mit dem niederländischen Team die Silbermedaille. Am 3. April 2011 machte sie mit dem Spiel gegen Schottland ihr 155. Länderspiel und kündigte an nach der Saison aufzuhören. Dabei gelang ihr der Treffer zum 5:1 (Endstand 6:2). Ihr letztes Match in Oranje absolvierte sie gegen Nordkorea am 18. Mai 2011.

### Trainerin
Zur Saison 2011/12 wurde sie Assistenztrainerin bei VVV-Venlo.
Nach dem Rückzug des VVV-Venlo aus dem Frauenfußball, kehrte sie im Juli 2012 wieder zum FCR Duisburg zurück. Dort unterschrieb sie einen Zweijahresvertrag als Co-Trainerin der B-Juniorinnen-Bundesliga-Mannschaft und als FCR-Scout. Zum Juli 2014 ist sie als Cheftrainerin für das Nachwuchsleistungszentrum der Fußballfrauen des MSV verantwortlich und zudem auch Cheftrainerin der zweiten Mannschaft.

## Erfolge
- Niederländische Meisterin 1996, 1997, 1998, 1999, 2000, 2002
- Niederländische Pokalsiegerin 1997, 1998, 2004
- Deutsche Vizemeisterin 2006, 2007, 2008 und 2010
- DFB-Pokalfinalistin 2007
- DFB-Pokal-Siegerin 2009 und 2010
- UEFA-Women’s-Cup-Siegerin 2009
- EM-Dritte 2009